# Schweinegeld
Pour plus de détails, voir Fiche technique et Distribution.
Schweinegeld (Le Grand Fric) est un film allemand réalisé par Norbert Kückelmann et sorti en 1989.

## Fiche technique
- Titre : Schweinegeld
- Titre original : Ein Märchen der Gebrüder Nimm
- Titre français : Le Grand Fric
- Réalisation : Norbert Kückelmann
- Scénario : Norbert Kückelmann, Michael Junker et Dagmar Kekulé
- Photographie : Frank Brühne
- Montage : Corinna Schumann
- Musique : Hanno Rinne et Gabriela di Rosa
- Son : Wolf-Dietrich Peters
- Sociétés de production : B.A. Filmproduktion, Film Fernsehen Autoren Team GmbH (FFAT), Kairos-Film, Maran Film et Pro-ject Filmproduktion
- Pays :  Allemagne de l'Ouest
- Durée : 91 minutes
- Date de sortie : Allemagne de l'Ouest - 29 juin 1989[1]

## Distribution
- Armin Mueller-Stahl
- Claudia Messner
- Rolf Zacher
- Stefan Suske
- Günter Gräwert
- Manfred Rendl
- Alfred Edel
- Georg Tryphon
- Henriette Gonnermann
- Christine Prober
- Gerhard Olschewski
- Lotti Huber

## Sélection
- Berlinale 1989[2]